# Svatovavřinecká pouť v Domažlicích 1939

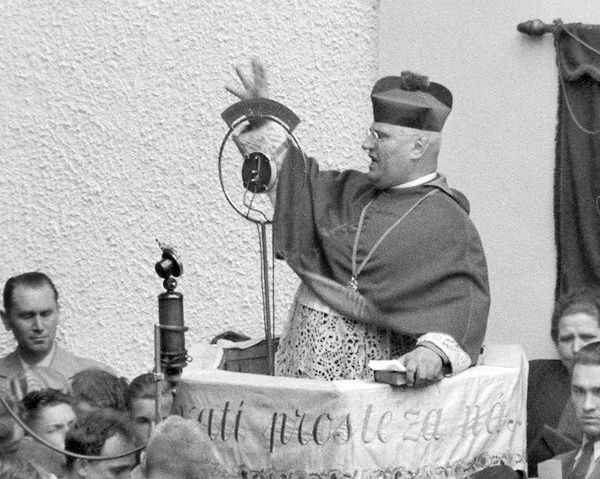
Msgre. Bohumil Stašek před poutním kostelem svatého Vavřince na Veselé hoře asi 2,5 kilometru jihozápadně od Domažlic dne 13. srpna 1939

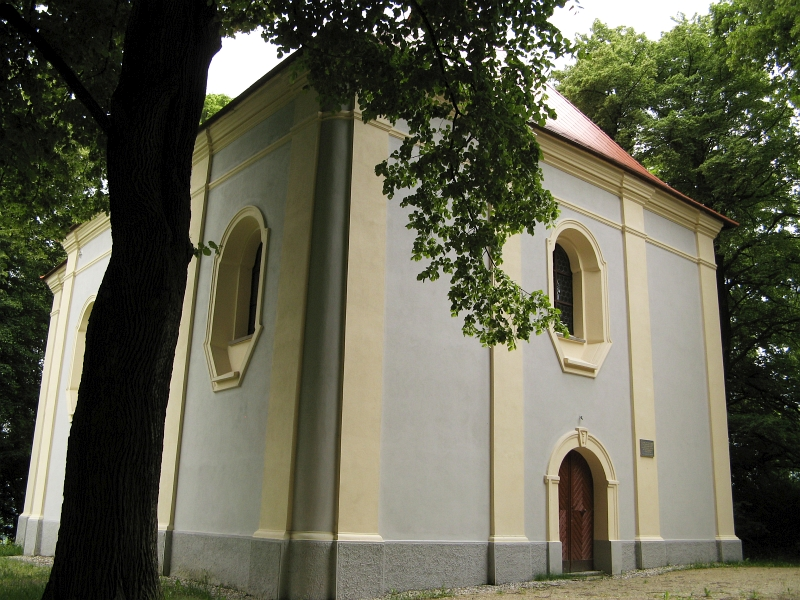
Kostel svatého Vavřince na Veselé hoře asi 2,5 kilometru jihozápadně od Domažlic (ilustrační foto)

Svatovavřinecká pouť v Domažlicích konaná v neděli 13. srpna roku 1939 v rámci chodských slavností byla největší celonárodní spontánní manifestací (z těch, které se konaly již od jara 1939) českého a moravského vlastenectví namířenou proti německému diktátu a proti protektorátu, které se zúčastnilo (dle úředních odhadů) na 120 tisíc poutníků z celých Čech a Moravy, jenž sem byli přivezeni téměř třiceti zvláště vypravenými vlaky, nesčetnými autobusy či se sem individuálně dopravili stovkami automobilů. Této pouti se účastnila také řada představitelů české kultury (například: básník, překladatel, novinář a literární kritik Josef Hora; písničkář, herec, textař, skladatel, spisovatel, scenárista, dramatik a režisér Karel Hašler; prozaik, publicista, scenárista a překladatel Jiří Mucha; novinář, rozhlasový reportér a spisovatel František Kocourek; komunistický novinář, literární a divadelní kritik a překladatel Julius Fučík, šéfredaktor Lidových novin Karel Z. Klíma; redaktor Rudého práva Bohuslav Novotný; členové Národního divadla a další). Pouti se zúčastnili také organizátoři protinacistického odboje: tajemník Akademické YMCA doktor Jaroslav Valenta a český publicista a filosof Jaroslav Šimsa. Msgre. Bohumil Stašek  zde pronesl jedno ze svých odvážných vlasteneckých kázání, na němž veřejně demonstroval odpor českého národa proti německé okupaci. Pouť vyvrcholila emotivní přísahou přítomných poutníků, že svou vlast nikdy neopustí a nezradí.
Bratři a sestry! Takový je hlas země české! Taková je prosba a napomenutí naší matičky, drahé vlasti a otčiny. Jaký bude náš hlas? Co slíbíme a řekneme své matce české? Slibme jí a přísahati budeme v této památné chvíli jménem svým a všeho českého lidu, že ji nikdy neopustíme, nezradíme a až do posledního tlukotu srdce milovati budeme. (Shromáždění poutníků zvolalo: „Přísaháme!“) Přísahati budeme, že svou prací, svorností, národní jednotou a životem řízeným podle zásad křesťanské morálky postavíme opět vlast svou na onen stupeň cti, blahobytu a slávy, jakou prožívala v nejslavnější své minulosti, v dobách slavných českých knížat a králů a největšího z nich, blahé paměti Karla IV. (Shromáždění poutníků zvolalo: „Přísaháme!“) Tuto slavnou naši přísahu nechť Bůh a svatí naši patronové požehnáním svým a pomocí svou provázejí a potvrdí. Amen.
Msgre. Bohumil Stašek, závěrečná pasáž kázání, 

## Podrobnosti

### Organizování pouti
Přípravy byly zahájeny již na jaře 1939 a účastnily se jich členové Dělnické tělocvičné jednoty (DTJ), Sokola a Junáka. Do příprav zapojil JUDr. Antonín Žlábek i domažlickou pobočka vojenské ilegální odbojové organizace Obrany národa (ON) (ta byla vedená bývalým nadporučíkem Otou Bartoškem).
Hlavním organizátorem (a také iniciátorem) této akce byl vládní komisař v Domažlicích JUDr. Otakar Kalandra. V přípravném výboru pro pořádání této akce pak zasedali další domažlické osobnosti: učitel, básník a spisovatel Jan Vrba; profesor Emil Fuksa; akademický malíř-krajinář, designér a grafik František Michl  a tajemník Národního souručenství Bohumil Faul. Organizace církevní stránky akce ležela na bedrech římskokatolického duchovního, člena augustiniánského řádu a převora kláštera v Domažlicích Alfonse Bohumila Bébara a katechety Petra Holuba. Za propagaci svatováclavské pouti byl odpovědný Karel Prach (redaktor časopisu „Posel od Čerchova“), šíření informací na venkově zajišťoval ředitel hospodářské záložny Wolfgang Sladký a konečně zařizováním ubytování byl pověřen stavitel Alois Procházka.

Organizátoři pouti (ilustrační fota)
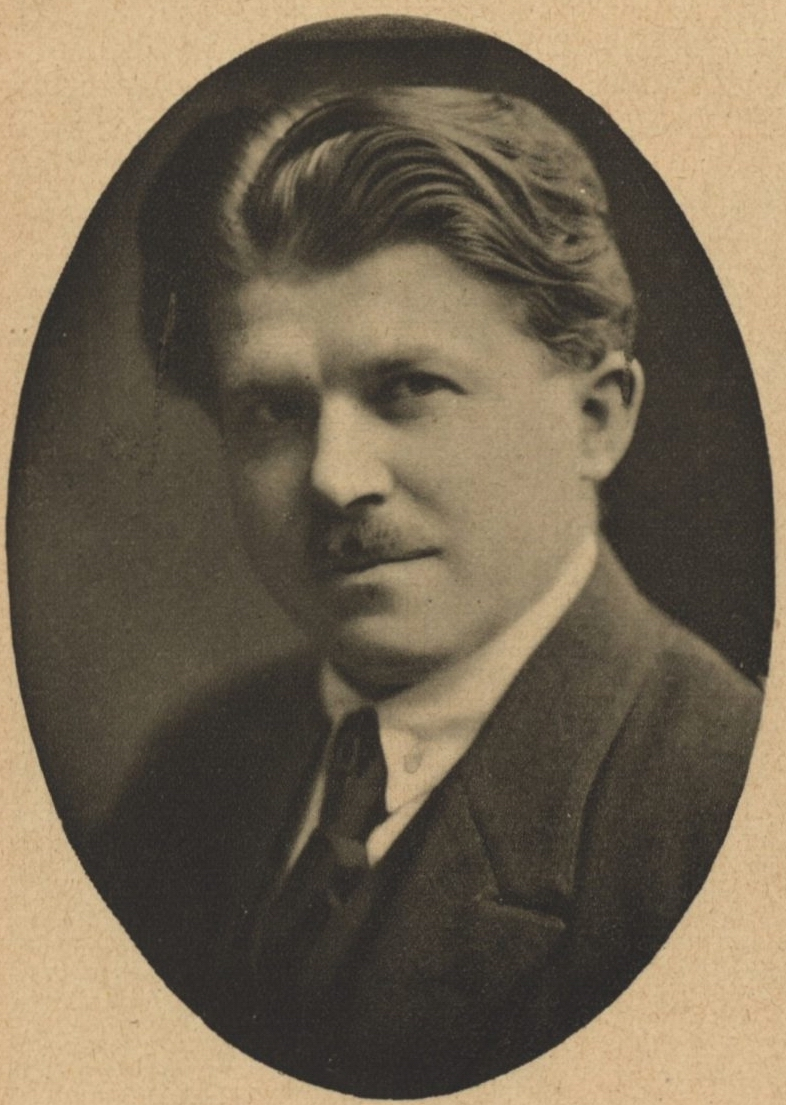
Jan Vrba
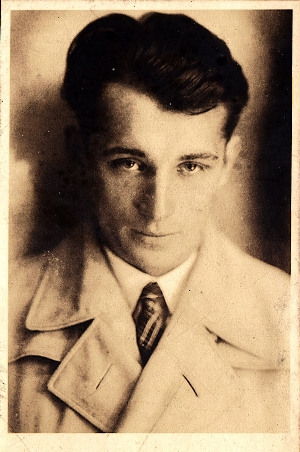
František Michl
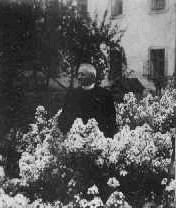
Alfons Bohumil Bébar

### Propagace pouti
Za aktivní spolupráce Rudolfa Svačiny byl sestaven doprovodný národopisný program. Informacím o chystané pouti byly vyhrazeny celé chodské přílohy novin (agrární deník Venkov, Lidové noviny, Nová doba a České slovo) Propagace této akce se dostala i do rozhlasového vysílání a to hned dvakrát. O jedno pozvání se zasloužila svým emotivním projevem (byl citován i zahraničními médii) Hanče Kozinová ze Stráže.  Český národ na svatovavřincekou pouť pozval prostřednictvím radiových vln pražského rozhlasu na konci své přednášky (v jakémsi cyklu o rodném kraji) i učitel, básník a spisovatel Jan Vrba.

### Doprovodný program pouti
Do Domažlic bylo vypraveno na 29 zvláštních vlaků. První poutníci se na akci dostavili již ve středu 9. srpna 1939 (a někteří z nich přespávali v Příhodově parku pod širým nebem). Součástí doprovodných akcí byla i výstava umělecké tvorby v živnostenské škole. Na ní vystavoval své obrazy, grafiky a kresby Jan Paroubek. Na domažlické radnici se souběžně konala společná výstava (tu zahajoval novinář, rozhlasový reportér a spisovatel František Kocourek) děl třech výtvarníků: malíře–krajináře, designéra a grafika Františka Michla; Stanislava Kukrála a typografa Josefa Hofmanna. V předvečer (12. srpna 1939) vlastní pouti se konal slavnostní „Večer Jindřichových chodských písní a tanců“, na kterém domažlický pěvecký a hudební spolek „Čerchovan“ (v domažlickém Sokolském domě) interpretoval písně hudebního skladatele, klavíristy, sbormistra, etnografa a sběratele lidových písní Jindřicha Jindřicha. Nejen v Domažlicích samých, ale i v oklolních obcích byly též pořádány chodské muziky.

### Církevní program pouti
V 7.30 byl zahájen církevní program pouti a to průvodem za účasti duchovenstva z arciděkanského kostela. Po příchodu poutníků na Veselou horu (asi 2,5 kilometru jihozápadně od Domažlic) ke kostelu svatého Vavřince začala v 8.00 první mše a asi po 8.30 tichá mše svatá s dechovou hudbou. Po ní následovalo kázání kanovníka Msgre. Bohumila Staška, svěcení kříže (a Božích muk) a v deset hodin další slavná mše svatá s asistencí. Za doprovodu Jindřicha Jindřicha při ní zazpívala koncertní pěvkyně Božena Hezká dvě biblické písně od Antonína Dvořáka. Po slavné mši svaté byla pouť krátkým požehnáním zakončena.
Odvážné, vlastenecky laděné kázání Msgre. Bohmila Staška se zapsalo do historie. Po jeho skončení bylo nastalé ticho, ovládající celé církevní shromáždění, přerušeno zpěvem národní hymny.

### Dohra
Klatovské gestapo bylo díky zprávám svých informátorů a konfidentů v plné pohotovosti. V domažlických kasárnách byli (pro všechny případy) připraveni němečtí vojáci se strojními puškami, ručnicemi a granáty.

#### Msgre. Bohumil Stašek
Neohrožené kázání Msgre. Bohumila Staška přispělo k tomu, že byl 1. září 1939 (na příkaz státního tajemníka Úřadu říšského protektora Karl Hermanna Franka) zatčen protektorátními represivními složkami. Po zatčení byl Msgre. Bohumil Stašek nejprve vězněn v pankrácké věznici, byl vyslýchán a následně pak přemístěn do koncentračního tábora v Oranienburgu. V KT Oranienburg strávil necelý rok a až do konce druhé světové války (v květnu 1945, kdy byl koncentrační tábor osvobozen) byl pak vězněn v koncentračním táboře Dachau. V srpnu 1945 se ale opět zúčastnil jako kazatel svatovavřinecké pouti. Po Únoru 1948 byly církevní pouti zakázány. Nakrátko se uskutečnily až v letech 1968 a 1969. V době normalizace pak nebylo jejich konání povoleno.

#### JUDr. Otakar Kalandra
JUDr. Otakar Kalandra, který prosadil, aby slavnostním řečníkem na Svatovavřinecké pouti byl Msgre. Bohumil Stašek byl zatčen 1. září 1939 a následně odvezen do koncentračního tábora, kde byl vězněn až do konce druhé světové války. Po skončení druhé světové války se vrátil do Domažlic, kde zastával funkci okresního hejtmana až do Února 1948, kdy jej komunisté zbavili této funkce a vystěhovali jej do Plané u Mariánských Lázní. Po čase se odtud JUDr. Otakar Kalandra odstěhoval do Prahy.

#### Ostatní
Později byli zatčeni další: Bedřich Kalivoda; Jan Jakub Šíma ze Kdyně; Rudolf Svačina; František Kocourek (zatčen v červnu 1941, pak deportován do koncentračního tábora v Osvětimi-Birkenau, kde 14. května 1942 zahynul.), JUDr. Antonín Žlábek; bývalý nadporučík Ota Bartoška; Jaroslav Valenta (zatčen gestapem za stanného práva při heydrichiádě dne 28. května 1942, byl krutě vyslýchán v Petschkově paláci. Během výslechu se pokusil neúspěšně o sebevraždu. Zavražděn byl v KT Mauthausen dne 24. října 1942); Jaroslav Šimsa (zatčen dne 27. února 1940, dlouze vězněn v různých nacistických věznicích a koncentračních táborech, nakonec převezen do koncentračního tábora v Dachau. Tady se na začátku roku 1945 nakazil skvrnitým tyfem a 8. února 1945 na něj zemřel.) a Karel Hašler (zatčen 2. září 1941, dne 17. října 1941 převezen do koncentračního tábora Mauthausen. Tady v polovině listopadu 1941 ho v táboře zbil a zkopal opilý příslušník SS, který mu způsobil otevřenou ránu na noze. Na následky mučení, neléčené flegmóny a úplavice Karel Hašler zemřel 22. prosince 1941.)